# Sân vận động Meneng
Sân vận động Meneng (tiếng Anh: Meneng Stadium) là một sân vận động nằm ở Meneng, Nauru. Sân có sức chứa 3.500 khán giả và được xây dựng vào năm 2006. Không giống như các sân vận động khác ở Nauru, Sân vận động Meneng có khán đài dành cho khán giả.